# Ángel Siseñor
Ángel Siseñor es una historieta creada por Manuel Vázquez en 1953 para el semanario de Editorial Bruguera El D. D. T. contra las penas, que luego quedó en D. D. T.. 

## Trayectoria editorial
Ángel Siseñor pertenece al grupo de historietas de tamaño cuartilla que Bruguera emparejaba en sus revistas cuando la estructura del gag principal era demasiado breve para ser desarrollada en una página entera. Vázquez era autor de una de las primeras series de este tipo para la revista, Azufrito, aparecida en 1951 emparejada con Mi tío Magdaleno de Carlos Conti, pero este primer personaje desapareció al poco tiempo. Su serie sustituta, Violeto de Pedro García Lorente tampoco tuvo gran acogida y de nuevo Vázquez fue seleccionado para ocupar tal espacio, dando a luz a Ángel Siseñor en diciembre de 1953.
Inesperadamente, esta serie en principio muy limitada por la propia condición del personaje, se convirtió en la más longeva de esta revista con esta estructura, prolongando su aparición durante más de diez años, y siendo objeto de republicación en otras revistas de la misma editorial durante casi 20 años más.  

## Argumento
Ángel es un individuo sencillo medio de unos 20-30 años, suele vestir de negro con camisa blanca y una pajarita también negra. De carácter sumiso y complaciente, siempre contesta educadamente "Sí, señor" a todas las peticiones que recibe, por inverosímiles que parezcan. Ángel es incapaz de negarse a nada (ni tampoco de pronunciar ninguna otra palabra) de manera que todos a su alrededor se aprovechan de él.
A partir de 1958 el personaje empezó a dar síntomas de cansancio y el autor ideó una manera de continuar sus historias cada vez más exagerada, jugando con las posibilidades gráficas de los bocadillos o llevando al extremo más absurdo sus contestaciones. Asimismo, el personaje empezó a cambiar su actitud con unas salidas cada vez más sorprendentes, que subrayaba con su habitual contestación "Sí, señor". Esta nueva etapa tuvo aún mejor acogida y mantuvo al personaje con vida seis años más. 

## Legado e influencia
"Ángel Siseñor" tuvo tal éxito que pasó a designar, en el lenguaje coloquial, a la persona que decía sí a todo. Consciente de ello, Bruguera obligó a otros autores de la editorial a que intentaran realizar series de temática parecida, pero ninguna de ellas tuvo el mismo éxito. La más destacada, dentro de la misma época, fue Don ¡Ya lo sabía! de José Cubero, para el semanario Tío Vivo.
Vázquez, por su parte, continuó explorando el absurdo en otras series posteriores, como Los casos del Inspector O'Jal (1968). 